# شاهین ایرماک
شاهین ایرماک (ترکی استانبولی: Şahin Irmak؛ زادهٔ ۲۹ سپتامبر ۱۹۸۱) بازیگر اهل ترکیه است. وی از سال ۱۹۹۷ میلادی تاکنون مشغول فعالیت بوده‌است.
از فیلم‌ها یا برنامه‌های تلویزیونی که وی در آن نقش داشته‌است می‌توان به بین‌المللی اشاره کرد.